# 1,9-二氯壬烷
1,9-二氯壬烷是一种氯代烃，为无色液体，几乎不溶于水。它可由1,9-壬二醇和亚硫酰氯的反应产生，是药物生产的中间体。 